# Glade Bay
Die Glade Bay ist eine dreieckige und an ihrer Einfahrt 50 km breite Bucht der Amundsen-See vor der Bakutis-Küste des westantarktischen Marie-Byrd-Lands. Begrenzt wird sie durch den nördlichen Teil von Wright Island, durch die Front des Getz-Schelfeises und die Nordwestseite des Murray Foreland auf der Martin-Halbinsel.
Der United States Geological Survey kartierte sie anhand eigener Vermessungen und Luftaufnahmen der United States Navy aus den Jahren von 1959 bis 1967. Das Advisory Committee on Antarctic Names benannte sie nach Gerald Leon Glade (* 1931), Hubschrauberpilot auf der USS Atka bei der ersten Operation Deep Freeze von 1956 bis 1957 sowie stellvertretender Kommandant der Unterstützungseinheiten der US Navy in Antarktika von 1975 bis 1976.